# Чебоксарская агломерация
Чебокса́рская агломера́ция (чув. Шупашкар агломерацийӗ) — крупногородская моноцентрическая пространственная группировка муниципальных образований, формирующаяся вокруг крупнейших городов Чувашской Республики — Чебоксар и его города-спутника Новочебоксарска.

## Состав и население
Чебоксарская агломерация является группировкой следующих муниципальных образований Чувашской Республики:
- Чебоксарский городской округ
- Новочебоксарский городской округ
- Чебоксарский район
- Цивильский район
- Моргаушский район
- Мариинско-Посадский район

Общая площадь агломерации в составе названных муниципальных образований составляет 3801 км² (20,7 % от общей площади Чувашии) с населением порядка 770 тыс. человек. Плотность — 202,48 человека на 1 км².
Численность населения агломерации в 2010 году составляла более 680 тыс. человек.

## Объединение Чебоксар и Новочебоксарска
Существует план объединения двух крупнейших городов агломерации — Чебоксар и Новочебоксарска — в один городской округ. Проект обсуждается начиная с 1990-х годов. В 2008 году вопрос об объединении был вынесен на референдум, состоявшийся 2 марта 2008 года. За объединение проголосовали 75,21 % жителей Чебоксар, принявших участие в голосовании; против объединения городов проголосовали 60,31 % жителей Новочебоксарска, принявших участие в голосовании. Объединение не состоялось.
Наблюдатели расценили итоги референдума как провал идеи объединения, однако с 2008 года вопрос неоднократно поднимался вновь.
Предполагалось объединить троллейбусные системы двух городов, а также пустить линию скоростного трамвая между городами (районами) через Новый город, застраиваемый на свободной территории между Чебоксарами и Новочебоксарском.
В августе 2024-го года Глава Чувашии Олег Николаев заявил о начале практической реализации дублёра Марпосадского шоссе, соединяющего города агломерации.

## Межгородской транспорт

### Межгородской троллейбус
В 2023 году планировалось запустить три межмуниципальных троллейбусных маршрута между Чебоксарами и Новочебоксарском. В июне 2024 года запущен 62-й маршрут. До конца 2024 года планируется запуск ещё двух маршрутов, 60-го и 61-го. Средства на закупку троллейбусов получены в рамках реализации мастер-плана Чебоксарской агломерации.

### Публикации о планах скоростного трамвая

Проекты линий скоростного трамвая в Чебоксарской агломерации

В 1980-х годах в генплане столицы Чувашии была предусмотрена возможность организации скоростного трамвая. Линия должна была идти от южной окраины Новочебоксарска (район Химпрома) по новой трассе южнее Новочебоксарского шоссе между городами в Чебоксары, где проходила мимо Чебоксарского тракторного завода, по улице Ленинского Комсомола, Пролетарской улице, под путепроводом Мира, по Цивильской улице, через район Грязевской Стрелки, по планировавшемуся автодорожному тоннелю под улицей Карла Маркса, через Владимирскую горку, вдоль реки Чебоксарки, по улице 500-летия Чебоксар, по проспекту Максима Горького до кольца у Новосельской автостанции. Позже проект прохождения линии в центре Чебоксар сократили и упростили — после Грязевской Стрелки она прошла бы вдоль Ярославской улицы до кольца у Воскресенской церкви близ Красной площади. Также были планы по созданию ответвления линии по Пролетарской улице на юг к планировавшемуся новому аэропорту у Цивильска. Эти планы реализованы не были, а огороженная полоса, отведенная на Московском проспекте для трамвая, была застроена.
В 1990-х годах были озвучены не принятые ввиду опасности прохождения под магистральными ЛЭП предложения по соединению троллейбусных сетей городов линией междугородного троллейбуса. В начале XXI века республиканскими властями был объявлен план по официальному оформлению существующей агломерации двух городов в единое муниципальное образование — городской округ численностью до 800 тысяч человек, для объединения транспортных систем в котором был вновь предусмотрен скоростной трамвай через сооружаемый жилой район Новый город между городами.
В 2006 году группой ученых Волжского филиала МАДИ в Чебоксарах во главе с московским градостроителем Михаилом Немчиновым была разработана концепция «Развитие пассажирских автотранспортных перевозок на территории Чувашской Республики», в которую вошел проект создания скоростного трамвая и которая была поддержана Минстроем Чувашии. По проекту линию предлагалось проложить от железнодорожного вокзала Чебоксары по Эгерскому бульвару и проспекту Тракторостроителей в Чебоксарах через Новый город до железнодорожной станции Новочебоксарск. В дальнейшей перспективе предполагалось продление линии до города Мариинский Посад. Линия проектировалась как наземная, но обособленная: при пересечении с транспортными коммуникациями и реками предполагалось строительство путепроводов.